# Smisao života Montyja Pythona
Smisao života Montyja Pythona (engl.: Monty Python's The Meaning of Life) je britanska komedija iz 1983., skupine Monty Python. Za razliku od dva prethodna filma Smisao života je sastavljen od skečeva, kao i TV serija koju je grupa snimila. 

## Radnja
Film je podijeljen u nekoliko dijelova čija glavna tema je život - od rođenja pa do smrti.

## O filmu
Smisao života Montyja Pythona je zadnji film Montya Pythona. Sadrži između ostalih i pjesme  The Meaning of Life, The Penis Song, The Galaxy Song i Every Sperm is Sacred.

## Uloge (izbor)
- Graham Chapman - različite uloge
- John Cleese - različite uloge
- Eric Idle - različite uloge
- Terry Gilliam - različite uloge
- Terry Jones - različite uloge
- Michael Palin - različite uloger
- Carol Cleveland - rektorova supruga
- Simon Jones - Cedric

## Vanjske poveznice
- Smisao života Montyja Pythona u internetskoj bazi filmova IMDb-a